# Gefleckter Regenbogenfisch
Der Gefleckte Regenbogenfisch (Glossolepis maculosus) ist ein Süßwasserfisch aus dem nördlichen Papua-Neuguinea. Er wurde zuerst 1979 von Barry Crockford gesammelt und 1981 vom australischen Ichthyologen Allen wissenschaftlich beschrieben.

## Merkmale
Der Körper des Gefleckten Regenbogenfisches ist grünlich-bronze mit blassblauen reflektierenden Schuppen und einer Reihe dunkler Flecken entlang der Körpermitte. Die Anzahl der Flecken variiert individuell von 4 bis 10 und kann auch je Körperseite unterschiedlich sein. Unterhalb der Körpermitte ist die Art weißlich und Richtung Schwanz gelblich gefärbt. Die Flossen sind bläulich-grün mit schwarzem Saum. Die Weibchen sind ähnlich aber zurückhaltender gefärbt, wie die Männchen. Sie können auch durch ihren etwas runderen Körper und abgerundete Flossenspitzen unterschieden werden. Ausgewachsene Männchen sind größer und hochrückiger als die Weibchen. Die erste Rückenflosse der Männchen überragt im angelegten Zustand den Ansatz der zweiten Rückenflosse. Die Art wird etwa sechs Zentimeter groß, selten bis zu acht Zentimeter.
Der Gefleckte Regenbogenfisch erinnert, genauso wie der nah verwandte Ramu-Regenbogenfisch, eher an Arten aus der Gattung Melanotaenia als aus der Gattung Glossolepis. Auch nach genetischen Untersuchungen gehört er in die Gattung Melanotaenia mit Melanotaenia affinis und Melanotaenia iris als weiteren engen Verwandten.

## Vorkommen
Die Art ist nur lokal aus den Flusssystemen des Markham, Ramu und Sepik bekannt. Der Erstfund kommt aus einem kleinen Zufluss des Oomsis etwa 22 km westlich von Lae.
Lebensraum sind langsamfließende Flüsse, Sümpfe und ruhige Altwasser. Meist kommt die Art in relativ ruhigem, klarem Wasser bei Temperaturen von 18 bis 28 °C vor. Sie hält sich bevorzugt in der Nähe von Schwimmblattpflanzen, Unterwasservegetation oder versunkenen Ästen auf. Manchmal soll der Gefleckte Regenbogenfisch gemeinsam mit Glossolepis kabia, Melanotaenia affinis und Chilatherina campsi vorkommen.